# Juliet Rylance
Juliet van Kampen Rylance (Hammersmith, 26 de julho de 1979) é uma atriz e produtora britânica, conhecida por seus papéis em The Knick, McMafia e Perry Mason.
Ela é filha da compositora Claire van Kampen e enteada do ator Mark Rylance.

## Biografia
Rylance nasceu como Juliet van Kampen em Hammersmith, Londres, filha de Claire van Kampen, uma compositora, e Chris Perret, um arquiteto. Seus pais se divorciaram quando ela tinha sete anos, e sua mãe posteriormente se casou com o ator Mark Rylance, cujo sobrenome ela adotou. Ela treinou na Royal Academy of Dramatic Art .  Sua irmã mais nova, Nataasha (que morreu em 2012), tornou-se cineasta.

## Carreira
Seu primeiro papel importante ao deixar a Academia foi como Medea em Bash: Latter-Day Plays, de Neil LaBute, no Union Theatre, em Londres. Ela então interpretou Perdita em Conto de Inverno e Cressida em Troilus e Cressida no Shakespeare's Globe Theatre. Ela interpretou a escritora Mary Sidney em I Am Shakespeare, escrita pelo seu padrasto Mark Rylance e dirigida por Matthew Warchus no Chichester Festival Theatre e em sua turnê pelo Reino Unido. No mesmo ano, junto com dois de seus contemporâneos, David Sturzaker e a diretora Tamara Harvey, ela fundou sua própria produtora, a Theater of Memory. Posteriormente, ela estrelou as produções do Teatro da Memória de Romeu e Julieta e Bash: Latter-Day Plays, retratando Julieta e Medeia, respectivamente.
Em 2009, Rylance interpretou Desdêmona na peça Otelo, pela qual foi indicada ao prêmio Lucille Lortel. Em seguida, ela apareceu no Bridge Project, dirigido por Sam Mendes, uma parceria entre a Brooklyn Academy of Music, no Brooklyn, e o The Old Vic, em Londres. Ela apareceu como Rosalind e Miranda, respectivamente, com seu marido aparecendo ao lado dela como Orlando e Ariel. Rylance recebeu o prêmio Obie de 2010 por sua atuação como Rosalind.
Em 2012, Rylance co-estrelou o filme de terror Sinister. Em 2013, ela apareceu e produziu o filme Days and Nights, baseado na peça de Anton Chekov The Seagull, escrito e dirigido por seu marido.

## Vida pessoal
Em 2008, Rylance se casou com o ator Christian Camargo no New York City Hall e se divorciaram após nove anos de casamento por volta de 2016-2017.

## Filmografia

### Filme
| Year | Título                     | Papel                | Notas         |
| ---- | -------------------------- | -------------------- | ------------- |
| 2003 | The Burl                   | Julie                | Curta         |
| 2005 | Animal                     | Maria Nielson        |               |
| 2012 | Sinister                   | Tracy Oswalt         |               |
| 2012 | Frances Ha                 | Janelle              |               |
| 2013 | Days and Nights            | Eva                  |               |
| 2015 | Sinister II                | Tracy Oswalt         |               |
| 2015 | Amok                       | Lisa                 | "Adam Shaw"   |
| 2017 | A Dog's Purpose            | Elizabeth Montgomery |               |
| 2017 | Love After Love            | Rebecca              |               |
| 2019 | The Artist's Wife          | Angela Smythson      |               |
| 2019 | The Hypnotist's Love Story | Ellen                | Filme para TV |
| 2021 | Jill                       | Joann                |               |
| 2024 | Arthur the King            | Helena Light         |               |

### Televisão
| Ano       | Título                | Papel                  | Notas                                 |
| --------- | --------------------- | ---------------------- | ------------------------------------- |
| 2014-2015 | The Knick             | Cornelia Robertson     | Série regular, 20 episódios           |
| 2015      | O Mistério da Matéria | Marie Curie            | Episódio: "Elementos Indisciplinados" |
| 2016      | American Gothic       | Alison Hawthorne-Price | Regular da série, 13 episódios        |
| 2018      | McMafia               | Rebecca Harper         | Série regular, 8 episódios            |
| 2020-2023 | Perry Mason           | Rua Della              | Série regular, 16 episódios           |

### Teatro
| Ano  | Título                 | Papel                      | Notas                    |
| ---- | ---------------------- | -------------------------- | ------------------------ |
| 2005 | Troilus and Cressida   | Cressida                   |                          |
| 2005 | The Winter's Tale      | Perdita                    |                          |
| 2007 | Bash: Latter-Day Plays | Medea                      |                          |
| 2007 | I Am Shakespeare       | Mary Sidney                | UK tour                  |
| 2008 | Romeo and Juliet       | Juliet                     |                          |
| 2009 | Othello                | Desdemona                  |                          |
| 2010 | The Tempest            | Miranda                    | com "The Bridge Project" |
| 2010 | As You Like It         | Rosalind                   | com "The Bridge Project" |
| 2011 | Three Sisters          | Irina Sergeyevna Prozorova |                          |
| 2011 | The Cherry Orchard     | Varya                      |                          |
| 2012 | Ivanov                 | Sasha                      |                          |
| 2013 | The Winslow Boy        | Catherine                  |                          |

## Prêmios e indicações
| Ano  | Prêmio                | Categoria                              | Trabalho       | Resultado |
| ---- | --------------------- | -------------------------------------- | -------------- | --------- |
| 2009 | Lucille Lortel Awards | Outstanding Featured Actress in a Play | Othello        | Indicado  |
| 2010 | Obie Awards           | Best Off-Broadway Performance          | As You Like It | Venceu    |
| 2015 | Satellite Awards      | Best Ensemble - Television             | The Knick      | Venceu    |